# Ultraleichtfluggelände Bürstadt

i7
i11
i13
Das Ultraleichtfluggelände Bürstadt, in der luftrechtlichen Genehmigung als Ultraleichtfluggelände Bürstadt II bezeichnet, liegt in der Stadt Bürstadt im Landkreis Bergstraße in Hessen. Der Platzhalter und Betreiber ist die Interessengemeinschaft Ultraleichtfliegen Bürstadt.

## Lage
Das Ultraleichtfluggelände liegt etwa 2 km nordöstlich von Bürstadt.

## Flugbetrieb
Das Ultraleichtfluggelände besitzt eine Betriebsgenehmigung für:
- Ultraleichtflugzeuge, soweit diese von den Mitgliedern der Interessengemeinschaft Ultraleichtfliegen Bürstadt geflogen werden,
- Hängegleiter und Gleitsegler,
- Gleitschirme,
- Motorschirme und
- Ultraleicht-Segelflugzeuge mit Hilfsmotor (Gleitflugzeuge).

Als Startarten sind Eigenstart und Flugzeugschleppstart zugelassen. Die Anzahl der Starts ist auf 300 pro Jahr beschränkt. Das Ultraleichtfluggelände ist mit einer 333 m langen und 20 m breiten Start- und Landebahn aus Gras (Richtung 03/21) ausgestattet. Es dient der Durchführung von Flügen mit Luftfahrzeugen des Platzhalters sowie Dritter mit vorheriger Zustimmung des Platzhalters (PPR).

## Geschichte
Das Ultraleichtfluggelände Bürstadt wurde ursprünglich am 28. Januar 1997 genehmigt. Die aktuell gültige Genehmigung wurde am 15. Dezember 2006 erteilt. Am 15. Oktober 2008 wurde die Länge der Start- und Landebahn und die zur Verfügung stehenden Startstrecken geringfügig geändert.